# Edificio Cánovas
El edificio Cánovas se encuentra situado en la calle Navellos número 8 de la ciudad de Valencia (España). Es una obra del arquitecto Luis Albert Ballesteros que data de 1934.

## Edificio
El edificio es un proyecto del arquitecto valenciano Luis Albert Ballesteros. La construcción del edificio se dilató durante cuatro años, desde 1931 a 1934. De tipo residencial, se encuentra situado en el histórico barrio de La Seu. Fue concebido para albergar viviendas y oficinas.
Consta de planta baja y cinco alturas y dos áticos. El arquitecto presentará inicialmente en 1931 un proyecto de estilo neocasticista. Posteriormente, presenta el proyecto definitivo de estilo racionalista valenciano. Las fachadas recayentes a tres calles distintas son asimétricas. Destaca el contraste entre la fachada recayente a la calle Navellos, con influencia del expresionismo arquitectónico, con las fachadas de las calles Hierba y Micer Tarazona, con un lenguaje racionalista simplificado. El zaguán, el portal y otros elementos del edificio obedecen a la geometría y al diseño art déco valenciano.